# Al telefono
Al telefono è un singolo del cantautore italiano Cesare Cremonini, pubblicato il 15 novembre 2019 come primo estratto dal terzo album di raccolta Cremonini 2C2C - The Best Of.

## Video musicale
Il videoclip, diretto da Giorgio John Squarcia,  è stato pubblicato il 20 novembre sul canale Vevo-YouTube del cantante.

## Classifiche
| Classifica (2019) | Posizione massima |
| ----------------- | ----------------- |
| Italia            | 53                |